# Rula Lenska
Róża Maria Leopoldyna Łubieńska (St Neots, Huntingdonshire, 30 de septiembre de 1947), conocida artísticamente como Rula Lenska, es una actriz británicapolaca conocida por sus numerosas apariciones en el teatro y la televisión. Es también reconocida en los Estados Unidos por sus apariciones en comerciales de televisión entre los setenta y ochenta. Entre sus interpretaciones más recordadas se encuentran Queen Kong, Aura y su papel como Claudia Colby en la telenovela Coronation Street.

## Biografía
Lenska nació en Inglaterra en el pueblo de Diddington, cerca de St Neots, Huntingdonshire, en un campo de reasentamiento polaco que anteriormente había sido el Hospital Militar estadounidense EVAC. Su nacimiento fue registrado en St Neots. Su familia son miembros de la nobleza polacolituana, que llevan el escudo de armas de Pomian,  y antes de la guerra poseían un castillo y una propiedad en Kazimierza Wielka, Polonia. Su padre, el Mayor Ludwik Łubieński, fue secretario personal de Józef Beck, Ministro de Asuntos Exteriores de Polonia antes de la ocupación alemana del país. Más tarde, se convirtió en ayudante del General Władysław Sikorski, Primer Ministro del Gobierno polaco en el exilio y fue jefe de la misión militar polaca en Gibraltar durante la Segunda Guerra Mundial. Durante la Guerra Fría, dirigió la sección polaca de Radio Free Europe/Radio Liberty, financiada por la CIA, en Alemania.
Su madre era la condesa Elżbieta Tyszkiewicz, que escapó de Polonia a Italia durante la ocupación alemana, pero fue capturada con su propia madre y enviada al Campo de concentración de Ravensbrück, donde sobrevivieron durante dos años. Lenska tiene dos hermanas: Anna, una actriz que apareció en películas a fines de la década de 1950 y principios de la de 1960, y Gabriela. Lenska se educó en la Ursuline Convent School en Westgate-on-Sea, Kent.

### Vida personal
Lenska se ha casado dos veces, primero con el actor Brian Deacon (1977-1887), con quien tuvo una hija, Lara Parker (de soltera Lara Deacon), y en segundo lugar, con el actor Dennis Waterman, desde 1987 a 1998. Ambos matrimonios terminaron en divorcio. Ella y Waterman se conocieron en el set de Minder en 1981, donde sus personajes tuvieron un breve interés amoroso. Algunos años después de que terminara el segundo matrimonio de Lenska, en una entrevista de marzo de 2012 con Piers Morgan, Waterman dijo: «No es difícil para una mujer hacer que un hombre la golpee. Ciertamente no fue una esposa golpeada, fue golpeada y eso es diferente». t A través de su amiga Denise Welch en Loose Women, Lenska dijo que estaba aliviada de que ahora él admitiera haberla golpeado. Lenska había hecho acusaciones contra Waterman poco después de su separación y pensó que ya no podía ser acusada de mentir.
En 2016, Lenska fue sentenciada a una prohibición de conducir de dieciséis meses y se le ordenó pagar un total de £ 526 después de chocar su automóvil bajo la influencia del alcohol. Su nieto de tres años iba de pasajero en el auto.

## Filmografía

### Películas
| Año  | Título                              | Rol                           | Notas            |
| ---- | ----------------------------------- | ----------------------------- | ---------------- |
| 1974 | Soft Beds, Hard Battles             | Louise                        |                  |
| 1975 | Alfie Darling                       | Louise                        |                  |
| 1975 | Confessions of a Pop Performer      | Recepcionista                 |                  |
| 1975 | Royal Flash                         | Helga                         |                  |
| 1976 | It Could Happen to You              | Rita                          |                  |
| 1976 | The Deadly Females                  | Luisa                         |                  |
| 1976 | Queen Kong                          | Lucille "Luce" Habit          |                  |
| 1979 | Jesus                               | Herodias                      | Escena recortada |
| 1981 | The Seven Dials Mystery             | Condesa Jana Radzsky          |                  |
| 2003 | Paradise Grove                      | Dee Perry                     |                  |
| 2004 | Fakers                              | Sylvia Creat                  |                  |
| 2005 | Gypo                                | Irina                         |                  |
| 2008 | Jack Says                           | Garvey                        |                  |
| 2008 | Agent Crush                         | Olga Thyburn                  | Voz              |
| 2013 | The Night of the Rabbit             | Phosphera                     |                  |
| 2013 | The Raven: Legacy of a Master Thief | Baronesa Claudina von Trebitz |                  |
| 2014 | Bait                                | Linda                         |                  |
| 2018 | The Exorcism of Karen Walker        | Ada                           |                  |
| 2022 | The Huntress of Auschwitz           | Amelia Kaminska               |                  |
| 2022 | The Winter Witch                    | Omi                           |                  |
| TBA  | The Picture of Dorian Gray          | Narradora                     | Preproducción    |

### Televisión
| Año                      | Título                        | Rol                            | Notas                                      |
| ------------------------ | ----------------------------- | ------------------------------ | ------------------------------------------ |
| 1965                     | Dixon of Dock Green           | Policewoman                    | Desacreditada                              |
| 1971                     | The Doctors                   | Josee Erlander                 | 2 episodios                                |
| 1973                     | Once Upon a Time              | Prince Charming                | Episodio: "Buttons"                        |
| 1974                     | Special Branch                | Lydia                          | Episodio: "Something About a Soldier"      |
| 1974                     | Marked Personal               | Roz                            | 2 episodios                                |
| 1975                     | Edward the Seventh            | Hortense Schneider             | Episodio: "The Invisible Queen"            |
| 1975                     | The Brothers                  | Fiona Lester                   | Episodio: "End of a Dream"                 |
| 1975                     | Space: 1999                   | Joan Conway                    | Episodio: "Alpha Child"                    |
| 1976                     | ed Letter Day                 | Ms. Fandom                     | Episodio: "Amazing Stories"                |
| 1976                     | Rock Follies                  | Nancy "Q" Cunard de Longchamps | Papel principal                            |
| 1977                     | Leap in the Dark              | Katerina                       | Episodio: "Dream Me a Winner"              |
| 1977                     | Rock Follies of '77           | Nancy "Q" Cunard de Longchamps | Papel principal                            |
| 1979                     | Return of the Saint           | Diana Lang                     | Episodio: "Hot Run"                        |
| 1979                     | BBC Play of the Month         | Gilda                          | Episodio: "Design for Living"              |
| 1980                     | The Cuckoo Waltz              | Holly Galinsky                 | Episodio: "A Love That Does Not Dim"       |
| 1980                     | Leap in the Dark              | Harriet                        | Episodio: "Watching Me, Watching You"      |
| 1981                     | The Seven Dials Mystery       | Countess Radzsky               | Película para televisión                   |
| 1981                     | Private Schulz                | Gertrude Steiner               | Serie 1: episodio 4                        |
| 1981                     | Take a Letter Mr. Jones       | Joan Warner                    | Papel principal                            |
| 1981                     | To the Manor Born             | Mademoiselle Dutoit            | Episodio: "Cosmetics"                      |
| 1982                     | BBC2 Playhouse                | Mabel                          | Episodio: "Aubrey"                         |
| 1982                     | Minder                        | Kate                           | Episodio: "The Birdman of Wormwood Scrubs" |
| 1983                     | Conversations with a Stranger | Italian Woman                  | Película para televisión                   |
| 1984                     | Doctor Who                    | Cissy Styles                   | Episodio: "Resurrection of the Daleks"     |
| 1984                     | Robin of Sherwood             | Morgwyn of Ravenscar           | Episodio: "The Swords of Wayland"          |
| 1985                     | Minder                        | Natasha                        | Episodio: "From Fulham with Love"          |
| 1988                     | Mr. H Is Late                 | Esposa                         | Película para televisión                   |
| 1988                     | Boon                          | Renata Cartwright              | Episodio: "Never Say Trevor Again"         |
| 1989                     | Minder                        | Sandra Last                    | Episodio: "The Last Video Show"            |
| 1991                     | luedo                         | Mrs. Peacock                   | 6 episodios                                |
| 1991                     | Family Pride                  | Eva                            |                                            |
| 1991                     | An Actor's Life for Me        | Marjorie                       | Episodio: "May the Farce Be with You"      |
| 1992                     | Kappatoo                      | Zeta                           | 7 episodios                                |
| 1992                     | The Mixer                     | Lady Pamela Osgood             | 2 episodios                                |
| 1993                     | Stay Lucky                    | Isabel Stevens                 | 2 episodios                                |
| 1994                     | he Detectives                 | Duchess                        | Episodio: "Never Without Protection"       |
| 1996                     | One Foot in the Grave         | Fenella Fortune                | Episodio: "Starbound"                      |
| 2002                     | EastEnders                    | Krystal                        | 4 episodios                                |
| 2005                     | Footballers' Wives            | Allana                         | 1 episodio                                 |
| 2006                     | Doctors                       | Vicky Mullen                   | Episodio: "Blaze of Glory"                 |
| 2007                     | M.I. High                     | Vanessa Zeitgeist              | Episodio: "Forever Young"                  |
| 2009                     | Grandpa in My Pocket          | Princesa Purpelovna            | Episodio: "Princess Purpelovna's Plan"     |
| 2009–2011, 2018–presente | Coronation Street             | Claudia Colby                  | Papel principal; 149 episodios             |
| 2011                     | Ideal                         | The Red King                   | Episodio: "The Red King"                   |
| 2016                     | Casualty                      | Vera Vintner                   | Episodio: "Where the Truth Lies"           |
| 2016                     | Inside No. 9                  | Celia                          | Episodio: "The Devil of Christmas"         |